# Consulat général de France à Chicago
Le consulat général de France à Chicago est une représentation consulaire de la République française aux États-Unis. Il est situé sur North Michigan Avenue, à Chicago, en Illinois. Sa circonscription consulaire s'étend sur treize États : l'Illinois, le Dakota du Nord, le Dakota du Sud, l'Indiana, l'Iowa, le Kansas, le Kentucky, le Michigan, le Minnesota, le Missouri, le Nebraska, l'Ohio et le Wisconsin.

## Consulats honoraires
Il supervise dix consuls honoraires situés respectivement à :
- Indianapolis (Indiana)
- Indianola (Iowa)
- Kansas City (Missouri)
- Louisville (Kentucky)
- Détroit (Michigan)
- Minneapolis (Minnesota)
- Saint-Louis (Missouri)
- Omaha (Nebraska)
- Cleveland (Ohio)
- Cincinnati (Ohio)